# Río Frome (Dorset)
El río Frome es un corto río costero de la vertiente del canal de la Mancha que corre a través del condado de Dorset, en Inglaterra meridional. Con un curso total de 48 km, es navegable desde el puerto de Poole hasta la localidad de Wareham.

## Geografía
El río Frome nace en Evershot, en las Dorset Downs, y atraviesa las localidades de Maiden Newton, Dorchester, West Stafford y Woodsford. En Wareham, este y el río Piddle —también conocido como río Trent— desembocan en el puerto de Poole a través del canal de Wareham. Su cuenca hidrográfica cubre 454 km², alrededor de un sexto de la superficie del condado.
Hacia el este de Dorchester, sigue su curso sobre arenas no resistentes, arcilla y grava, que alguna vez cubrieron las formaciones de tiza de las Dorset Downs en el norte y de las Purbeck Hills en el sur. El valle presenta amplios terrenos inundables y marismas y les dio el apodo de “habitantes del agua” (water dwellers en inglés) a los durotriges, la tribu celta que habitaba en Dorset. En su desembocadura en el puerto de Poole, forma una ría amplia y de poca profundidad.
Antes del final de la última glaciación, las Purbeck Hills presentaban continuidad con la Isla de Wight y el Frome continuaba a través de los que hoy son el puerto y la bahía de Poole y el estrecho de Solent —que en aquella época no era un estrecho, sino un valle—, colectando el agua de afluentes tales como el Stour, el Beaulieu, el Test y el Itchen, antes de desembocar en el Canal de la Mancha, al este de lo que en la actualidad es la Isla de Wight.

## Historia

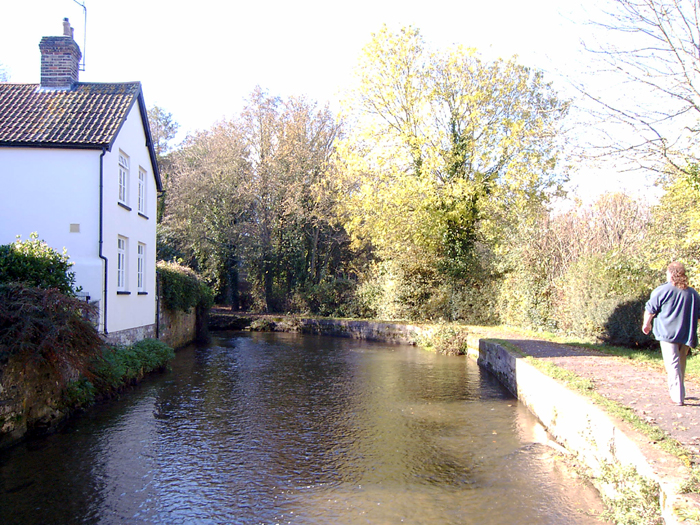
Fotografía del río Frome cerca de Dorchester.

Los romanos construyeron un acueducto de 9 km para abastecer su nueva ciudad, Durnovaria (actual Dorchester); aprovechando un arroyo que corría desde Compton Valence, empezaba cerca de lo que hoy es Littlewood Farm, en Frampton, y seguía de cerca el contorno de los acantilados de tiza al suroeste del Frome. Algunos tramos del acueducto aún pueden ser apreciados en Bradford Peverell y en Dorchester. Se calcula que el volumen de agua que se transportaba a esa ciudad alcanzó los 13 millones de galones por día.
Los daneses realizaban frecuentes incursiones río arriba. Los muros defensivos de Wareham fueron construidos en el año 876 posiblemente por el rey Alfredo el Grande como defensa ante esta amenaza.
Hasta finales del siglo XIX, el río fue una parte importante dentro de la ruta comercial para la exportación de Purbeck Ball Clay, arcilla extraída en la Isla de Purbeck. Originalmente, la arcilla era llevada a los muelles de Wareham cargándola en caballos que la transportaban desde las minas del sur. Alrededor de 1830, se construyó la ferrovía de Furzebrook Railway, que comunicaba las minas con un muelle en Ridge. Ese medio fue eventualmente superado por la utilización de una vía férrea de mayor importancia y, más tarde, por el uso de carreteras.
El Frome ha sufrido un dramático declive en la cantidad de salmones de sus aguas en los últimos años. En 1988 más de 4.000 peces nadaban en el río, mientras que para el 2004 dicha cifra se había reducido a tan solo 750 especímenes. Esto se debe a la introducción de un par de obstáculos artificiales en el agua y a cambios en los métodos de la producción agrícola.